# Hedge Fund (bande dessinée)
Hedge Fund est une série de bandes dessinées écrite par Tristan Roulot et Philippe Sabbah, dessinée par Patrick Hénaff et éditée par Le Lombard dans la collection Troisième vague.
Se déroulant dans l'univers de la finance, la série narre le parcours fictif de Franck Carvale, un jeune Français travaillant dans un hedge fund qui ne tarde pas à être confronté à la crise des subprimes de 2008.
Après une première histoire déroulée sur trois tomes de 54 planches chacun, et devant le succès remporté par cette trilogie (les trois premiers tomes se seraient écoulés à 64 000 exemplaires en France d'après un chiffre repris par la presse en août 2016), les auteurs ont décidé de poursuivre la série sous forme de diptyques de 46 planches pour chaque album.

## Genèse
L'idée de la série naît d'une discussion entre le scénariste Tristan Roulot et Philippe Sabbah, un ami et ancien trader en salles de marché à Madrid, Paris et Hong-Kong. Philippe Sabbah est alors président de Robeco Gestions Paris, une société de gestion d'actifs. Les deux hommes se retrouvent autour d'un verre : les nombreuses anecdotes de Philippe Sabbah passionnent Tristan Roulot, diplômé en Droit des affaires. Les deux hommes décident de « faire quelque chose sur la finance suite à la crise de 2008 », qui suscite alors de nombreux débats auprès du grand public.
Philippe Sabbah tempère les intentions de Tristan Roulot afin que Hedge Fund ne soit pas « un pamphlet d'extrême gauche » en lui expliquant que « la finance, ce n'est pas un bloc de pourris ». Son rôle pour le scénario de Hedge Fund est d'y apporter d'une part son vécu (le bizutage de Franck Carvale avec les fraises Tagada, l’épisode de la fille sur le capot de la Ferrari, le short squeeze - Liquidation forcée des positions courtes de la fin du tome 1) et, d'autre part, de donner de la précision aux opérations financières évoquées ainsi qu'aux dialogues pour que les personnages s'expriment comme des traders. Ainsi, Tristan Roulot s’appuie sur son co-scénariste en lui indiquant ce dont il a besoin pour son histoire et en recueillant les propositions de ce dernier jusqu’à ce que les deux hommes trouvent le mélange parfait entre les besoins de l’intrigue, les contraintes rythmiques et les réalités de la finance.
Tristan Roulot vient alors de terminer le diptyque Le Testament du Capitaine Crown avec le dessinateur Patrick Hénaff auquel il propose de participer à son nouveau projet. Le dessinateur a quelque peu modifié son style graphique afin de l'adapter aux nécessités de cette nouvelle série, en s'orientant vers un traitement plus froid, moins texturé, moins organique : « J’ai un peu orienté mon dessin pour que justement il soit beaucoup plus propre, soigneux avec des traits à la règle. Très, très clean voire un peu froid mais cela correspondait à ce que l’on voulait représenter ».
Philippe Sabbah décrit le personnage de Franck Carvale comme un enfant des années de dérégulation des marchés du président des États-Unis Ronald Reagan et de la première ministre britannique Margaret Thatcher : « Franck Carvale est un gamin de cette époque. Il peut sembler un personnage sans scrupules, mais n'est-il pas aussi victime du système ? La vérité, c'est qu'une salle des marchés est un univers délirant, où un tradeur finit par oublier les sommes colossales qu'il manipule. Plus personne ne compte les zéros ! En front office, lorsque je disais « tu m'en prends pour 200 », cela signifiait... 200 millions d'euros ! ».
Philippe Sabbah souhaite faire œuvre de pédagogie avec cette série : « La finance, ça jargonne, ça se donne des grands airs mais ça n’est jamais vraiment très complexe. Il faut dévoiler ce monde au grand public, et c’est ce que nous avons voulu faire en décrivant les tribulations de Franck Carvale. Les Français sont en général très mal informés en matière d’économie et, pire, de finance. Ils savent tout juste ce qu’est un taux d’intérêt. Si on peut participer à une forme de pédagogie, c’est déjà beaucoup », ce que confirme Tristan Roulot : « la BD est peut-être le meilleur médium pour vulgariser quelque chose avec l’appui justement du dessin et un côté thriller ».

## Albums

### Tome 1:Des Hommes d'argent(2014)

#### Synopsis
Franck Carvale, originaire de Saint-Denis, est courtier en assurances à Hong Kong. Ses rendez-vous avec des clients particuliers l'amènent à rencontrer Ergyu Bilkaer, un multi-millionnaire américain. Bilkaer, qui semble intéressé par le caractère intrépide de Franck, lui propose de devenir trader dans une banque de Hong Kong, après lui avoir rapidement fait découvrir les logiques du monde de la finance lors d'une soirée dans un casino. 
Franck apprend sur le tas le métier d'opérateur de marché. Ses débuts ne sont pas simples. Franck tombe dans le piège d'un collègue qui parvient à lui vendre des milliers de fraises tagada en jouant sur sa méconnaissance de la culture de son nouveau métier. Franck découvre les soirées de traders, accompagnées de présences féminines.
Ergyu Bilkaer, qui continue à encadrer Franck, lui apprend comment réaliser des ventes à découvert, obtenir des informations sur les entreprises ou lancer de fausses rumeurs sur les marchés pour profiter de leurs effets. Franck réalise d'importants gains. Neuf mois plus tard, Bilkaer propose à Franck d'intégrer un hedge fund qu'il vient de lancer. Franck en est le seul gérant et dispose d'un effet de levier qui lui permet d'investir sur les marchés jusqu'à un milliard de dollars américains pour le compte du hedge fund. Il dispose d'un mois pour démontrer ses qualités de gérant.
Franck cherche à réaliser une seule excellente opération avec l'argent qui lui a été confié, mais peine à trouver une piste. Avec l'aide d'un ancien collègue trader, Franck décide finalement d'investir massivement dans l'entreprise où travaille Kate Delacy, sa nouvelle petite amie, puis à faire grimper artificiellement son cours de bourse tout en revendant ses actions. Franck réalise un gain de cent millions de dollars dans l'opération. L'entreprise de Kate voit le lendemain son cours de bourse chuter brutalement, entraînant sa faillite. Bilkaer, plutôt convaincu par les méthodes de son protégé, lui propose de le suivre pour poursuivre sa carrière dans la finance à New York où se développe le marché des subprimes.
Un doute subsiste à la fin du tome sur les raisons qui ont poussé Ergyu Bilkaer à faire de Franck Carvale son protégé.

#### Publication
- Édition originale : 54 planches, soit 56 pages, 22,3 cm x 30 cm, couleurs de Julie Poupart, Jean-Noël Le Moal et Christian Lerolle, 2014 (DL 01/2014)  (ISBN 978-2-8036-3445-3)[6]
- Réédition : identique mais avec les deux premiers tomes notés « déjà parus » au 4e plat, 2014[7]
- Réédition : identique mais avec les cinq premiers tomes notés « déjà parus » et le sixième tome noté « à paraître » au 4e plat, 2018[7]

### Tome 2:Actifs toxiques(2014)

#### Synopsis
Le tome débute par un flash back en 2001, au cours duquel Ergyu Bilkaer conseille à Alan Greenspan, président de la Fed, d'abaisser les taux directeurs de la banque centrale américaine, en réaction à l'éclatement de la bulle Internet. La séquence laisse comprendre qu'Ergyu Bilkaer est influent dans les plus hautes sphères du monde de la finance.
De retour au présent, Franck Carvale est désormais gérant du hedge fund new-yorkais Bright Capital fondé par Ergyu Bilkaer. Son métier consiste à convaincre des investisseurs institutionnels de placer leur argent dans son fonds investi en CDO dérivés de crédits immobiliers notés AAA par les agences de notation.
Franck devient célèbre en faisant la Une de Forbes et de The Economist, mais il reste très dépendant des conseils de Bilkaer. Pour se donner davantage de libertés, Franck lance un deuxième hedge fund, New Horizon, plus spéculatif. En parallèle, Ergyu Bilkaer commence à prévoir la chute des subprimes, mais ne prévient pas Franck. Bilkaer conseille à Alan Greenspan de remonter les taux directeurs de la Fed. Au sein de New Horizon, la décision est prise d'investir sur des produits subprimes de plus en plus risqués (BBB), qui représentent la seule solution pour offrir des rendements toujours attractifs.
Les taux directeurs américains continuent à monter, impactant négativement l'ensemble du marché des subprimes. En parallèle, Franck est rattrapé par d'anciens déboires judiciaires en France. Ergyu Bilkaer décide d'éjecter Franck de son poste de directeur de Bright Capital. Franck reste néanmoins directeur de New Horizon, qui enregistre de fortes pertes avec la dégradation du marché. Franck en arrive à monter une pyramide de Ponzi pour rémunérer les anciens clients de son fonds avec l'argent des nouveaux entrants. Le système frauduleux est découvert par la SEC et New Horizon est placé en liquidation judiciaire.
Avant d'être arrêté, Franck retrouve une dernière fois Bilkaer. Ce dernier explique à Franck qu'il s'est toujours servi de lui pour réaliser des opérations qu'il ne souhaitait pas réaliser en son nom propre. Franck, abasourdi, arrêté et jugé, écope d'une peine de cent ans de prison pour escroquerie financière. En parallèle, Kate Delacy, l'ancienne petite amie de Franck, a eu un enfant et a repris son métier d'avocat.
De manière générale, les mésaventures de Franck Carvale dans ce tome sont inspirées du parcours de Bernard Madoff.

#### Publication
- Édition originale : 54 planches, soit 56 pages, 22,3 cm x 30 cm, couleurs de Julie Poupart et Jean-Noël Le Moal, 2014 (DL 10/2014)  (ISBN 978-2-8036-3453-8)[8]
- Réédition : identique mais avec les trois premiers tomes notés « déjà parus » au 4e plat, 2015[9]

### Tome 3:La Stratégie du chaos(2015)

#### Synopsis
Le tome débute par un flash back en 1998, au cours duquel la femme et la fille d'Ergyu Bilkaer sont assassinées en Russie. Bilkaer, venu conseiller Boris Eltsine sur un plan de privatisations, était connu pour avoir précédemment spéculé à la baisse contre le rouble.
Franck purge sa peine en prison alors que la crise économique touche désormais la Grèce, dont on doute des capacités à honorer sa dette publique. Kate vient voir Franck en prison et lui présente le fils qu'il a eu avec elle. Kate souhaite aider à prouver l'innocence de Franck et la culpabilité de Bilkaer.
Franck est menacé en prison par d'autres détenus en lien avec Dony Di Duca, un ancien client de New Horizon ayant perdu d'importantes sommes d'argent avec la faillite du fonds (et par ailleurs important membre du crime organisé et très probablement de la mafia italo-américaine). Pour éviter des représailles, Franck donne des conseils d'investissements financiers à Dony Di Duca par l'intermédiaire des détenus qui le menacent.
Pendant ce temps, Kate essaie de démontrer que Bright Capital et New Horizon pouvaient être considérés comme une même entité juridique, et que cette entité était dirigée par Ergyu Bilkaer à travers un réseau d'intermédiaires qui exécutaient ses ordres. Kate parvient à s'entretenir directement avec Ergyu Bilkaer. Lors de leur discussion, celui-ci exprime son souhait de voir les marchés dérégulés prendre la place des États. Ses convictions sont d'autant plus fortes que ses proches sont décédés en Russie à cause de ce combat idéologique. Kate y voit une forme de nihilisme anti-humaniste.
Parallèlement, Ergyu Bilkaer siège aux réunions du FMI, qui décide des mesures d'austérité à appliquer en Grèce. Franck, qui suit les actualités à la télévision, comprend que Bilkaer doit être en train de spéculer contre la Grèce via l'achat de CDS. Peu de temps après, la Grèce fait effectivement défaut, profitant aux spéculateurs ayant anticipé ce scénario. Bilkaer souhaite désormais spéculer à la baisse sur la dette française alors que le sujet fait la Une de The Economist.
Ergyu Bilkaer n'a cependant pas le temps de se lancer dans ce nouveau pari spéculatif. À la suite de l'avancée des recherches de Kate, la SEC parvient à prouver que les ordres passés pour Bright Capital et New Horizon venaient indirectement de la même personne. Bilkaer est dénoncé comme l'organisateur de la pyramide de Ponzi pour laquelle Franck avait été condamné. Franck est acquitté, et ne tarde pas à redevenir gérant de Bright Capital. Il ne parvient pas pour autant à reconstruire sa vie de couple avec Kate, qui est parvenue à le faire libérer mais aurait voulu qu'il change davantage pour s'engager avec lui.
En parallèle, Di Duca est exécuté par ses associés criminels, à la suite d'une importante perte en spéculant sur les CDS.

#### Publication
- Édition originale : 54 planches, soit 56 pages, 22,3 cm x 30 cm, couleurs de Julie Poupart et Jean-Noël Le Moal, 2015 (DL 10/2015)  (ISBN 978-2-8036-3454-5)[10],[11]

### Tome 4:L'Héritière aux vingt milliards(2017)

#### Synopsis
En Érythrée, à Massaoua, un inconnu parvient à photographier l'intérieur d'une usine de chaussures où travaillent des enfants. Les photographies sont transférées à Franck Carvale. Celui-ci, en tant que gérant de Bright Capital, assiste à l'assemblée générale de Sprint Sportswear dont son fonds est actionnaire. Il décide de créer un scandale en dévoilant que Sprint, signataire de la charte de l'ONU sur l'investissement responsable, travaille avec un sous-traitant qui exploite des enfants en Afrique. Bright Capital est en effet devenu un fonds activiste qui pousse les entreprises à respecter des critères ESG. Franck s'est par ailleurs remis en couple avec Kate. Les révélations de Franck font plonger l'action Sprint de 30%, ce qui n'est pas du goût des actionnaires de Bright Capital, qui reprochent à Franck les mauvaises performances de son fonds.
Joséphine Paxton-Richet, jeune multimilliardaire de 18 ans originaire d'Érythrée et héritière des hôtels Paxton-Richet de sa famille adoptive, s'affiche quant à elle sensible à l'engagement de Franck en faveur de l'investissement socialement responsable. Elle le rencontre et lui propose de confier sa fortune de 20 milliards de dollars à Bright Capital si Franck parvient à trouver une manière d'investir cet argent de manière éthique pour aider le développement de l'Érythrée. Kate met en relation Franck avec Trine, son ancien petit ami qui a monté une ONG spécialisée dans l'agriculture durable. Trine présente à Franck un système d'irrigation respectueux de l'environnement, qui a besoin de fonds pour être développé à grande échelle. Franck présente ce projet à Joséphine qui se montre très enthousiaste et accepte de confier sa fortune à Franck malgré les réticences de Karl Hopf, gérant du family office Paxton-Richet. Karl prévient Franck des humeurs changeantes de Joséphine. Franck la sait très portée sur son image personnelle et la consommation de cocaïne.
Franck part avec Joséphine en Érythrée pour envisager la mise en œuvre du projet. Ils rencontrent le président érythréen : malgré sa réputation d'infâme tyran, celui-ci se montre favorable au projet et propose un partenariat public-privé honnête, permettant de dégager du rendement pour Bright Capital tout en nourrissant la population érythréenne. Le lendemain, Trine rejoint Franck en Érythrée. Ensemble, ils inspectent les terres que le président souhaite leur confier pour le projet. Tout semble sur la bonne voie. Les actionnaires de Bright Capital, réticents à l'idée d'un investissement en Erythrée, sont rassurés lorsque Franck leur explique que les frais de gestion annuels de 2% appliqués sur la fortune de Joséphine vont permettre à Bright Capital de dégager 400 millions de dollars de chiffre d'affaires supplémentaire par an.
Joséphine occupe quant à elle son temps en visitant des hôpitaux et des orphelinats érythréens. Ses déambulations sont médiatisées ainsi que son association avec Franck Carvale, que les tabloïds américains présentent comme une probable relation amoureuse. Ces rumeurs agacent Kate. De fait, Joséphine s'intéresse plus au glamour qu'à l'humanitaire : après avoir passé une nuit avec Franck, elle repart aux États-Unis pour fêter l'anniversaire d'une amie.
Lors d'une réception, l'ambassadeur des États-Unis, un homme passablement cynique et raciste, conseille néanmoins à Franck de se méfier du président érythréen, qui avilit sa population en s'accaparant la totalité des richesses du pays. Franck retrouve peu après le président et cet avertissement se révèle exact : l'homme fort de l'Érythrée lui ouvre les portes de sa salle de marché personnelle à partir de laquelle le riz cultivé dans le pays est vendu à l'étranger sans profiter au peuple. Dans la salle, Franck reconnaît T.J., un trader avec qui il travaillait par le passé. Celui-ci remet discrètement à Franck une note sur laquelle sont écrits les mots "Help me !".

#### Publication
- Édition originale : 46 planches, soit 48 pages, 22,3 cm x 30 cm, couleurs de Julie Poupart, Jean-Noël Le Moal et MiKl, 2017 (DL 09/2017)  (ISBN 978-2-8036-7125-0)[12],[13]

### Tome 5:Mort au comptant(2018)

#### Synopsis
Franck retrouve T.J. dans un bouge d'Asmara. T.J. lui explique qu'il avait été recruté par le président érythréen pour monter sa salle de marché, mais qu'il est désormais retenu en Érythrée et menacé de mort par le président lui-même car il en sait trop sur ses malversations. Il demande à Franck de le sortir d'affaire.
Le projet de Franck se dégrade de jour en jour. Le président érythréen ne s'y intéresse plus, trop occupé par une opération militaire visant à mater des rebelles. Franck découvre que les terres qui lui avaient été réservées ont été vendues à des investisseurs chinois. L'ambassadeur américain, qui quitte les lieux à cause de l'instabilité du pays, conseille à Franck de faire de même en oubliant totalement son projet. Franck retrouve le président érythréen, qui lui avoue avec nonchalance que son projet agricole n'a servi qu'à faire monter les enchères pour vendre les terres aux investisseurs chinois. Franck prévient Joséphine de la situation par téléphone : celle-ci l'insulte copieusement, mais se montre surtout préoccupée par la dégradation de son image de starlette du fait que son petit ami fait la une des tabloïds avec une autre jeune femme. Écœuré par tant de bêtise, Franck décide de tout abandonner.
À l'aéroport, il tombe nez-à-nez avec Ergyu Bilkaer, qui s'est réfugié en Érythrée pour échapper à Interpol. Bilkaer est également lancé dans une course effrénée aux terres arables en Afrique, qu'il considère comme « l'or de demain ». Cette expression donne une idée à Franck, qui décide de rester à Asmara pour monter un plan. Il retrouve le président érythréen et le convainc de vendre ses réserves d'or tout en spéculant sur les prix du riz qui sera « l'or de demain ». Le président accepte, mais menace Franck de le faire croupir dans ses geôles en cas de mauvaise opération.
Franck fait appel aux services de T.J. pour accéder à la salle de marché du président. Franck achète pour le compte de Bright Capital de grandes quantités de contrats à terme sur le riz, puis organise une pénurie en faisant importer immédiatement d'énormes quantités de riz dans les ports érythréens avec l'argent du président. Découvrant qu'il s'agit d'une supercherie visant à le ruiner, le président se lance à la poursuite de Franck et de T.J. qui fuient en moto vers un port de Massaoua. Sur place, une émeute éclate car la population essaie de s'emparer du riz livré par cargos. Franck et T.J. parviennent à monter dans un bateau pour s'enfuir. Le président érythréen, qui tire sur les pillards, meurt dans l'effondrement accidentel d'une pile de sacs de riz.
Franck rejoint Kate et son fils aux États-Unis. Peu après, Joséphine est retrouvée morte d'overdose dans sa chambre. Les actionnaires de Bright Capital sont ravis de l'opération de Franck sur le riz, qui a enrichi le hedge fund : Franck en a honte, cette opération de spéculation allant contre ses principes. L'ex-ambassadeur américain en Érythrée vient voir Franck pour le féliciter d'avoir fait chuter le régime érythréen, mais lui demande désormais de travailler avec lui pour déstabiliser d'autres États. Le but : assurer l'hégémonie américaine face aux autres pays. Franck refuse, mais l'ambassadeur le menace de révéler des clichés de la nuit qu'il a passée en Érythrée avec Joséphine.

#### Publication
- Édition originale : 46 planches, soit 48 pages, 22,3 cm x 30 cm, couleurs de MiKl, 2018 (DL 03/2018)  (ISBN 978-2-8036-7219-6)[14],[15]

### Tome 6:Assassin financier(2019)

#### Synopsis
Le tome débute à Shanghai : un champion de MMA venu de Taipei, Yun Tikoon, est arrêté par la police chinoise alors qu’il s’apprête à commencer un combat contre un adversaire qui pratique un art martial chinois traditionnel.
Franck et Kate se marient et partent en voyage de noces à Venise.
Higgins, l’ex-ambassadeur américain en Érythrée, impose par chantage à Frank une mission. En effet le COMEX ( bourse spécialisée dans l'énergie et les métaux précieux de New York) n’inspire plus confiance en ce qui concerne l’or. Son équivalent chinois, ouvert depuis peu (2014), le SGEI (Shanghai International Gold Exchange), s’est développé, avec une différence de taille : tout l’or qui y est vendu doit y être livré physiquement. Alors qu’au COMEX, on échange de l’or-papier, et Higgins révèle qu’il n’y a pas d’or physique en quantité équivalente.  D’où un risque de bank run pour le COMEX. Et d’où la montée du cours de l’or.
Franck rentre chez lui et Kate lui apprend qu’elle a été choisie comme avocate de Yun Tikoon. Celui-ci a été arrêté officiellement pour combat illégal, mais en réalité parce qu’il est une icône  des jeunes taïwanais hostiles à la Chine.
Franck, Kate et leur fils partent donc à Taipei. Kate doit partir à Shanghai et arrive non sans mal à voir brièvement Tikoon.
Pendant ce temps, un agent américain, Ronnie Wescoe, prend contact avec Franck. Il le met en relation avec un expert financier, Smith. Celui-ci réalise un rapport complet sur le SGEI. Franck est déçu de n'y trouver aucune faille. Il rencontre Smith qui lui parle d’un maharadjah, Ishan III, qui a fait annuler une transaction pour quelques dizaines de grammes manquant sur quelques lingots. Smith s’en va, est heurté par un camion et meurt.
Franck se fait livrer 20 tonnes d’or au SGEI par le trésor américain, dans le but d’enrayer la hausse. Cela a l’effet contraire.
Le maharadjah Ishan III invite Franck chez lui en Inde pour lui faire une offre. Intrigué, Franck s’y rend car Ishan est le plus gros acheteur d’or pour le SGEI, ce pour recouvrir son palais d’or. Projet mégalomaniaque qu’il fait en partie financer par des donateurs.
Franck modifie et fait publier sur Internet le rapport de Smith, qui met en doute la qualité de l’or. Cela fait la une des médias, d’autant plus que la veuve de Smith déclare publiquement que son mari a été assassiné. Cela déstabilise le SGEI au profit du COMEX. Mission accomplie pour Franck qui est félicité par Wescoe. Wescoe veut savoir comment Franck a réussi : ce dernier explique qu’il s’est rendu compte que le maharadjah a refondu son or avec du cuivre. Il s’est ensuite arrangé pour que le rapport de Smith soit publié par un journaliste manipulé. Pour ne pas perdre la face, le maharadjah a porté plainte contre le SGEI.
En dernière page, nous retrouvons Bilkaer confronté à un responsable chinois furieux. Bilkaer explique que la déstabilisation du SGEI n’a aucune importance, car le véritable objectif est que la Chine ait suffisamment d’or pour que le yuan soit une monnaie de premier plan. Il dit que la Chine va prendre sa revanche sans que les USA, grisés par le succès de Franck, s’en rendent compte. Via une « ruée vers l’or ».

#### Publication
- Édition originale : 46 planches, soit 48 pages, 22,3 cm x 30 cm, couleurs de MiKl, 2018 (DL 08/2019)  (ISBN 978-2-8036-7287-5)[16],[17]

Tome 7 : POUR TOUT L'OR DU MONDE (2021)